# Велика Златогорка
Велика Златого́рка (рос. Большая Златогорка) — присілок у складі Іжморського округу Кемеровської області, Росія.

## Населення
Населення — 22 особи (2010; 22 у 2002).
Національний склад (станом на 2002 рік):
- росіяни — 95 %